# Hooppole
Hooppole é uma vila localizada no estado americano de Illinois, no Condado de Henry.

## Demografia
Segundo o censo americano de 2000, a sua população era de 162 habitantes.
Em 2006, foi estimada uma população de 154, um decréscimo de 8 (-4.9%).

## Geografia
De acordo com o United States Census Bureau tem uma área de
0,9 km², dos quais 0,9 km² cobertos por terra e 0,0 km² cobertos por água. Hooppole localiza-se a aproximadamente 190 m acima do nível do mar.

## Localidades na vizinhança
O diagrama seguinte representa as localidades num raio de 20 km ao redor de Hooppole.